# أوسطاثاوس
القديس أوسطاثاوس ( السريانية : ܐܣܛܐܬܘܣ ) من مدينة سيدا في ولاية بمفيلية ولد نحو سنة 257 وحصّل العلوم اللاهوتية في مدرسة أنطاكية، وسيم أسقفاً على حلب ثم رقي الكرسي الأنطاكية عام 324 وكان حبراً ديناً عاملاً تحلى بالورع والتحمّس للمعتقد الأرثوذكسي
وله تصانيف وكتب كثيرة في قمع الآريوسية ومقالات في تفسير الأيام الستة والمزامير وفي النفس ورسائل وميامر لم يبق منها سوى مقالته في العرّافة، ووضع ليتورجية مطوّلة.
وعند اختتام المجمع النيقاوي تشعبت آراء رجال الكنيسة في تفهّم عبارة (المساوي للآب في الجوهر) لحداثة عهدها، وكانت أيضاً أنطاكية مقراً للآريوسية بما نشرته مدرستها من المبادئ الموافقة للبدعة انقسم إكليروسها إلى حزبين: مع أوسطاثاوس ومعارض له.
وفي حدود سنة 330 دبّر الآريوسيون وفي مقدمتهم أوسابيوس النيقوميدي اجتماعاً أسقفياً مقصوداً في أنطاكية حكم فيه على أوسطاثاوس ظلماً متهمين إياه بالفجور فنفعت وشايات خصومه أمام قسطنطين الذي نفاه ثم توفي في مدينة فيلبي سنة 337 وهو بكر الضحايا الآريوسية ومعترفي المعتقد النيقاوي، ونفى أيضاً بعض الأساقفة الأرثوذكسيي.
وكان لهذا القديس الجليل أنصار كثيرون في أنطاكية مثلما كان له أعداء متعصبون وقام مكانه بولينس الأنطاكي أسقف صور ثم ستة آريوسيين بين متطرّف ومعتدل في البدعة، وهذا أصل الشقاق المحزن في الكرسي الأنطاكي الذي دام 83 سنة.